# قطار الضاحية الجنوبية لمدينة تونس
خط الضاحية الجنوبية لتونس هو خط للسكك الحديدية يربط بين تونس وضواحيها الجنوبية، على طول 23.2 كم. الرحلات اليومية التي تقدمها السكك الحديدية التونسية توفر النقل لما يقرب من 26 مليون مسافر سنويا.

## الخصائص

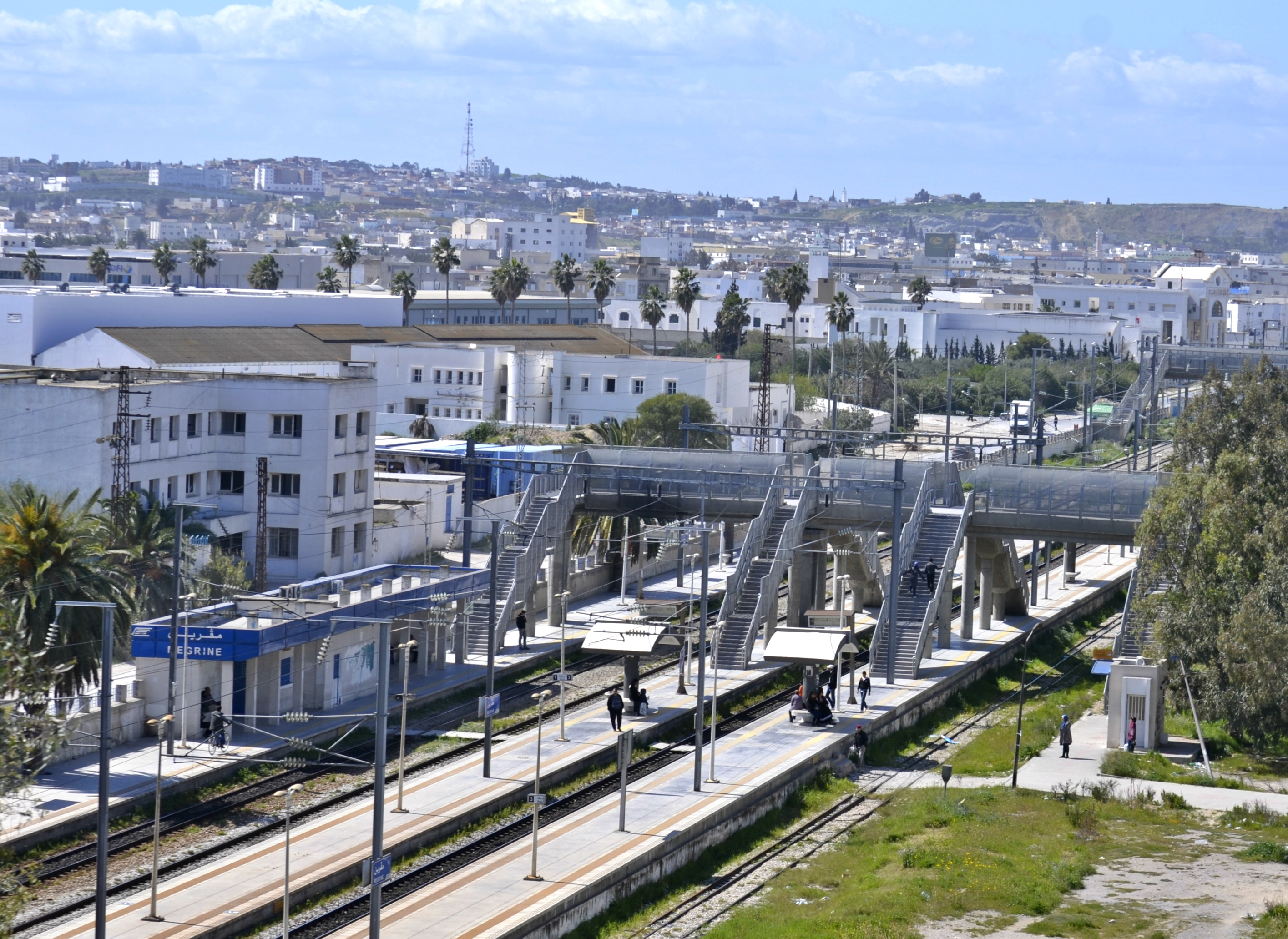
محطة مقرين إحدى محطات الخط

تبقى هذه القطارات أساسا عشرين دقيقة بين تونس العاصمة و الرياض. ومع ذلك، فإن هذا التردد يتغير خلال ساعات الذروة، عندما يرتفع قطار واحد كل خمس دقائق، وخاصة في الصباح إلى تونس وفي المساء عند العودة من تونس، معظم العمل والطلاب الذين يسافرون إلى وسط العاصمة الصباح. في وقت متأخر من المساء، يتناقص عدد القطارات ويمكن أن يصل الانتظار بين لقطار والقطار التالي إلى ساعة واحدة.
أصبح مشروع كهربة الخط، الذي تم تصوره منذ عام 1960، رسميًا في 26 فبرير 1999. بدأت في عام 2006، ويجب أن تقلل الأعمال التي يجب الانتهاء منها في عام 2010 من مدة الرحلة - 37 دقيقة مقابل 48 دقيقة قبل - و تحسين عدد وراحة المستخدمين. في 24 كانون الأول (ديسمبر) 2007، تم توقيع عقود شراء 20 قطارًا جديدًا مع شركة هيونداي الكورية والشركة اليابانية سوميتامو. فيما يتعلق بالبنية التحتية، تم إبرام العقود في 7 فبراير 2008 مع مجموعة من الشركات الفرنسية الإيطالية ألستوم
في الواقع، نظرًا لأهمية حركة المرور، فقد تم تخصيص استثمارات تتجاوز 200 مليون دينار لإنشاء طريق ثالث بين تونس وحمام الأنف ومضاعفة المسار بين حمام الأنف وبرج سيدرية. بالإضافة إلى ذلك، تم فتح نظام مركزي لمراقبة الحركة المرور وورشة صيانة. كما يتم تنفيذ برنامج بناء للجسور والأنفاق لتجنب المعابر بين السكك الحديدية والطرق. أجلت عدة مرات، تم تأجيل فتح الخط المقرر في أبريل 2011 لمدة خمسة أشهر. تجري عملية التكليف في 6 أبريل 2012 والافتتاح الرسمي في 19 يونيو.

## محطات
| المحطة            | البلدية/الحي |
| ----------------- | ------------ |
| محطة تونس         | تونس         |
| فرحات حشاد        | تونس         |
| محطة جبل الجلود   | جبل الجلود   |
| محطة مقرين الرياض | مقرين        |
| محطة مقرين        | مقرين        |
| محطة سيدي رزيق    | سيدي رزيق    |
| محطة معهد رادس    | رادس         |
| محطة رادس         | رادس         |
| محطة رادس مليان   | رادس         |
| محطة الزهراء      | الزهراء      |
| محطة معهد الزهراء | الزهراء      |
| محطة بوقرنين      | حمام الأنف   |
| محطة حمام الأنف   | حمام الأنف   |
| محطة الملعب       | حمام الأنف   |
| محطة الطاهر الصفر | حمام الشط    |
| محطة حمام الشط    | حمام الشط    |
| محطة بئر الباي    | حمام الشط    |
| محطة برج السدرية  | برج السدرية  |
| محطة الرياض       | برج السدرية  |